# Ardoino da Piacenza
Ardoino da Piacenza, o anche Arduino (... – 21 gennaio 1183), è stato un religioso e cardinale italiano.

## Biografia
Fu arcidiacono del capitolo della cattedrale di Piacenza e membro dell'Ordine dei Canonici regolari di San Frediano di Lucca.
Nel concistoro tenutosi a Frascati nel 1178 papa Alessandro III lo nominò cardinale. Fra il 4 luglio ed il 6 settembre egli sottoscrisse una bolla pontificia come Cardinale diacono di Santa Maria in Via Lata ma poco dopo papa Alessandro III lo elevò al grado di Cardinale presbitero di Santa Croce in Gerusalemme e come tale firmò bolle pontificie dal 1º ottobre dello stesso anno fino all'8 gennaio del 1183. Partecipò al conclave del 1181 che elesse papa Lucio III.
Fu autore di un opuscolo intitolato De Deo immortali.